# Walleria gracilis
Walleria gracilis är en enhjärtbladig växtart som först beskrevs av Richard Anthony Salisbury, och fick sitt nu gällande namn av Susan Carter. Walleria gracilis ingår i släktet Walleria och familjen Tecophilaeaceae. Inga underarter finns listade i Catalogue of Life.